# 1 x 1 der Ehe
1 x 1 der Ehe ist ein deutscher Spielfilm aus dem Jahr 1949 von Rudolf Jugert mit Irene von Meyendorff und Hans Söhnker in den Hauptrollen.

## Handlung
Im Leben des Rechtsanwalts Dr. Johannes Kellermann muss alles sehr korrekt zugehen, alles muss klar aufeinander abgestimmt sein und den Normen entsprechen. So glaubt er auch nicht, dass eine Ehe zwischen zwei Menschen funktionieren kann, wenn sie unterschiedliche Lebensentwürfe und Vorstellungen von den Grundprinzipien eines Ehebundes haben. Seine zukünftige Frau, die Schauspielerin Kitty Lenz, sieht dies vollkommen anders. Sie ist eine moderne Frau mit Beruf und steht mitten im Leben. Ihre Vorstellungen sind längst nicht so antiquiert wie die ihres Mannes, und sie glaubt durchaus, dass zwei Menschen mit unterschiedlichen Lebensmodellen, sofern sie im Grundsätzlichen eine gemeinsame Basis haben, durchaus kompatibel sind. Er hingegen erwartet, ganz Mann der Adenauer-Zeit, dass der Herr im Hause arbeiten geht, und die Frau zu Hause bleibt und sich um die Kinder und das leibliche Wohl zu kümmern habe.
In einer Rundfunksendung zum Thema Eheglück stellt die Beziehungsberaterin dem starrsinnigen Rechtsanwalt drei junge Paare vor, die ihm darlegen soll, dass er sich in seiner vorsintflutlichen Auffassung von einer „harmonischen und perfekten Ehe“ irrt. Johannes kann dies einfach nicht glauben und hält die Vorstellung der angeblich glücklichen Ehepaare für blanken Humbug und Betrug. Die drei Paare beginnen nunmehr, durch wechselseitigen Partnertausch, dem stockkonservativen Ehephobiker das Gegenteil zu beweisen. Dabei kommt es zu allerlei kuriosen Ereignissen, doch am Ende finden sich die passenden Paarungen wieder zusammen, und Dr. Johannes Kellermann beginnt seine altbackene Haltung zu überdenken. Der Ratgeber „1 × 1 der Ehe“ hat wieder einmal einen ungläubigen Zuhörer „kuriert“.

## Produktionsnotizen
Die Dreharbeiten zu 1 x 1 der Ehe begannen am 23. Juni 1949 und endeten im darauf folgenden Monat. Gedreht wurde in München Geiselgasteig (Atelier) sowie in München und Umgebung (Außenaufnahmen). Der Film wurde am 18. November 1949 im Münchner Kongresssaal uraufgeführt. Die Berliner Premiere war am 30. Dezember desselben Jahres.
Heinz Abel hatte die Produktionsleitung, Otto Reinwald und Willy Herrmann die Aufnahmeleitung. Robert Herlth gestaltete die Filmbauten, Charlotte Flemming entwarf die Kostüme. Hermann Kugelstadt war Regieassistent, Heinz Terworth sorgte für den Ton.

## Kritik
Im Lexikon des Internationalen Films heißt es: „Verwechslungslustspiel auf ausgefahrenen Gleisen, das vorwiegend verstaubte Witze über Emanzipation bietet und alte Typen-Klischees gegenüberstellt.“